# 福尔内利
福尔内利（義大利語：Fornelli），是意大利伊塞尔尼亚省的一个市镇。总面积23平方公里，人口2020人，人口密度87.8人/平方公里（2009年）。ISTAT代码为094021。